# David Warner (acteur)
Pour les articles homonymes, voir David Warner.
David Warner est un acteur et réalisateur britannique, né le 29 juillet 1941 à Manchester et mort le 24 juillet 2022 à Northwood (Grand Londres).

## Biographie

### Jeunesse et études
David Warner naît à Manchester (Angleterre) de Herbert Simon Warner, un directeur d'hôpital et d'Ada Doreen Hattersley. Ses parents, qui n'étaient pas mariés, se séparent. Il vit tour à tour chez sa mère et chez son père, avant de s'installer définitivement avec son père et sa belle-mère. Il étudie le théâtre à la Royal Academy of Dramatic Art (RADA) de Londres dont il sort diplômé en 1961.

### Carrière
David Warner est notamment connu pour avoir interprété le rôle de Spicer Lovejoy, le garde du corps et valet de Cal Hockley, dans le film de James Cameron, Titanic (1997). Il avait déjà tenu un rôle à bord du célèbre paquebot dans le téléfilm S.O.S. Titanic en 1979.
Warner commence sa carrière au cours des années 1960. Il se fait remarquer alors qu'il tient un rôle secondaire dans Tom Jones de Tony Richardson. Mais c'est la comédie dramatique Morgan: A Suitable Case for Treatment, de Karel Reisz, qui lance vraiment sa carrière. Warner y incarne le personnage principal, celui d'un peintre hurluberlu.
En 1969, Warner se rend aux États-Unis pour tourner dans Un nommé Cable Hogue, un western picaresque réalisé par Sam Peckinpah. Il retrouve Peckinpah l'année suivante alors que le réalisateur se rend en Angleterre pour réaliser Les Chiens de paille, film qui s'avèrera assez controversé en raison de sa violence. Warner tournera une troisième et dernière fois avec Peckinpah dans le drame de guerre Croix de fer.
En 1976, il joue le photographe Keith Jennings dans le film d'horreur La Malédiction de Richard Donner. Warner y partage la vedette avec Gregory Peck et Lee Remick et le film connait un grand succès. Par la suite, il apparait dans ce qui sera le seul film qu'Alain Resnais tournera en anglais, le drame psychologique Providence.
En 1978, Warner joue le responsable nazi Reinhard Heydrich dans la mini-série Holocauste. Il reprend le rôle en 1985 pour les besoins du téléfilm Hitler's SS: Portrait in Evil (en) de Jim Goddard.
En 1981, son interprétation du sénateur Pomponius Falco dans la minisérie Masada de Boris Sagal lui vaut un Emmy Award dans la catégorie Meilleur second rôle masculin dans une mini-série ou un téléfilm. Au cours de cette période, il tient également un rôle secondaire dans Bandits, bandits, le deuxième long-métrage de Terry Gilliam, et dans La Maîtresse du lieutenant français, un drame romantique réalisé par Karel Reisz.
En 1982, il joue les antagonistes Ed Dillinger et SARK dans le film de science-fiction Tron de Steven Lisberger.
Il devait initialement prêter ses traits au personnage de Freddy Krueger dans Les Griffes de la nuit (1984) avant que le rôle ne soit attribué à Robert Englund.

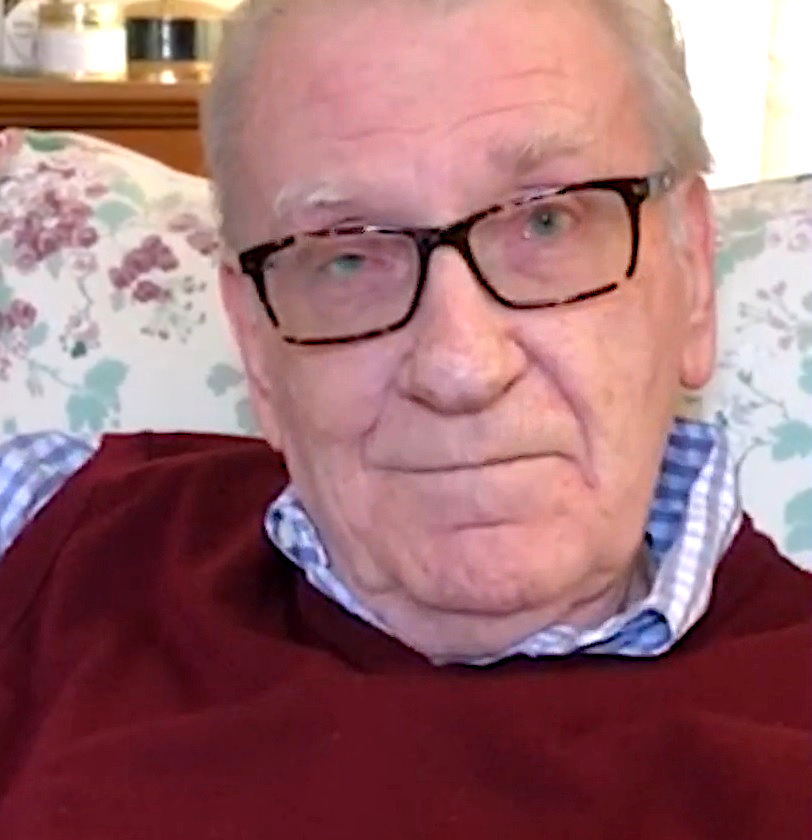
David Warner, 78 ans, au German Comic Con 2019

De 1992 à 1995, il prête sa voix au méchant de DC Comics Ra's al Ghul dans la série d'animation Batman de 1992. Il reprend le rôle en 1999, le temps d'un épisode de la série Superman de 1996, ainsi qu'en 2000 dans la série Batman Beyond, également pour un épisode. En parallèle, il prête sa voix à un ennemi de Spider-Man, Herbert Landon, entre 1995 et 1997 dans la série d'animation de 1994 dédiée à l'homme araignée.
En 1997, il prête sa voix à Morpheus dans Fallout: A Post-Nuclear Role-Playing Game, premier volet de la franchise vidéoludique post-apocalyptique.
En 2000, il prête sa voix à Jon Irenicus, antagoniste du jeu Baldur's Gate II: Shadows of Amn.
En 2009, il prête sa voix au personnage de Lord Azlok dans la série d'animation Dreamland, puis revient en 2013 dans l'univers de Doctor Who, tenant le rôle du professeur Grisenko dans un épisode de la septième saison.
En 2014, il prête ses traits au professeur Abraham Van Helsing dans la série télévisée Penny Dreadful.
En 2018, il joue l'amiral Boom dans le film musical Le Retour de Mary Poppins.

### Mort
David Warner meurt d'un cancer du poumon le 24 juillet 2022 à Denville Hall, à Northwood près de Londres.

### Vie privée
David Warner a été marié deux fois :
- de 1969 à 1972 avec Harriet Lindgren ;
- de 1979 à 2005 avec Sheilah Kent avec laquelle il a eu une fille, Melissa.

## Filmographie

### Cinéma
- 1962 : We joined the Navy de Wendy Toye : le marin qui peint
- 1963 : Tom Jones de Tony Richardson : Blifil
- 1966 : Morgan: A Suitable Case for Treatment de Karel Reisz : Morgan Delt
- 1966 : M15 demande protection (The Deadly Affair) de Sidney Lumet : Édouard II
- 1968 : The Bofors Gun de Jack Gold : Terry « Lance Bar » Evans
- 1968 : Work Is a 4-Letter Word de Peter Hall : Valentine Brose
- 1968 : Le Songe d'une nuit d'été (A Midsummer Night's Dream) de Peter Hall : Lysander
- 1968 : L'Homme de Kiev (The Fixer) de John Frankenheimer : Conte Odoevsky
- 1968 : La Mouette (The Sea Gull) de Sidney Lumet : Konstantin Treplev
- 1969 : Michael Kohlhaas de Volker Schlöndorff : Michael Kohlhaas
- 1970 : Un nommé Cable Hogue (The Ballad of Cable Hogue) de Sam Peckinpah : Joshua
- 1970 : The Engagement de Paul Joyce
- 1970 : L'Arnaqueuse (Perfect Friday) de Peter Hall : Lord Nicholas "Nick" Dorset
- 1971 : The Uniform
- 1971 : Les Chiens de paille (Straw Dogs) de Sam Peckinpah : Henry Niles
- 1973 : Frissons d'outre-tombe (From Beyond the Grave) de Kevin Connor (segment The Gate Crasher) : Edward Charlton
- 1973 : Maison de poupée (A Doll's House) de Joseph Losey : Torvald
- 1974 : Little Malcolm de Stuart Cooper : Dennis Charles Nipple
- 1975 : The Old Curiosity Shop de Michael Tuchner : Sampson Brass
- 1976 : Summer Rain d'Alan Bridges
- 1976 : La Malédiction (The Omen) de Richard Donner : Jennings
- 1977 : Croix de fer (Cross of Iron) de Sam Peckinpah : Capitaine Hauptmann Kiesel
- 1977 : Providence d'Alain Resnais : Kevin Langham / Kevin Woodford
- 1977 : Age of Innocence d'Alan Bridges : Henry Buchanan
- 1977 : The Disappearance de Stuart Cooper : Burbank
- 1978 : Les 39 Marches de Don Sharp : Appleton
- 1978 : Banco à Las Vegas (Silver Bears) d'Ivan Passer : Agha Firdausi
- 1979 : Morsures (Nightwing) d'Arthur Hiller : Phillip Payne
- 1979 : Airport 80 Concorde (The Concorde: Airport '79) de David Lowell Rich : Peter O'Neill
- 1979 : C'était demain (Time After Time) de Nicholas Meyer : Stevenson
- 1980 : L'Île sanglante (The Island) de Michael Ritchie : John David Nau
- 1981 : Bandits, bandits (Time Bandits) de Terry Gilliam : Evil
- 1981 : La Maîtresse du lieutenant français (The French Lieutenant's Woman) de Karel Reisz : Murphy
- 1982 : Tron de Steven Lisberger : Ed Dillinger / Sark / Voix du Maître Contrôle Principal (MCP)
- 1983 : L'Homme aux deux cerveaux (The Man with Two Brains) de Carl Reiner : Dr Alfred Necessiter
- 1984 : Summer Lightning de Paul Joyce : George Millington
- 1984 : La Compagnie des loups (The Company of Wolves) de Neil Jordan : le père
- 1987 : Hansel and Gretel de Len Talan : le père
- 1988 : Spies Inc. d'Antony Thomas
- 1988 : Keys to Freedom de Steve Feke
- 1988 : Hostile Takeover de George Mihalka
- 1988 : My Best Friend Is a Vampire de Jimmy Huston : Professeur McCarthy
- 1988 : Waxwork d'Anthony Hickox : Waxwork Man
- 1988 : Mr. North de Danny Huston : Dr McPherson
- 1988 : La Guerre d'Hanna de Menahem Golan : Capitaine Julian Simon
- 1988 : Hostile Takeover de George Mihalka : Eugene Brackin
- 1988 : Pulse Pounders de Charles Band : Evil Clergyman
- 1988 : Magdalene de Monica Teuber : Baron von Seidl
- 1988 : Clés pour la liberté (Keys to Freedom) de Steve Feke : Nigel Heath
- 1989 : Mortal Passions d'Andrew Lane : Dr Terrence Powers
- 1989 : Grave Secrets de Donald P. Borchers (en) : Dr Carl Farnsworth
- 1989 : Star Trek 5 : L'Ultime Frontière (Star Trek V: The Final Frontier) de William Shatner : Sergent John Talbot
- 1990 : Tripwire de James Lemmo (en) : Josef Szabo
- 1991 : Blue Tornado d'Antonio Bido : Commander
- 1991 : Les Tortues Ninja 2 : Les héros sont de retour (Teenage Mutant Ninja Turtles II: The Secret of the Ooze) de Michael Pressman : Professeur Jordon Perry
- 1991 : Drive de Jefery Levy : le chauffeur
- 1991 : Star Trek 6 : Terre inconnue (Star Trek VI: The Undiscovered Country) de Nicholas Meyer : Chancelier Gorkon
- 1992 : The Lost World de Timothy Bond : Professeur Summerlee
- 1992 : Return to the Lost World de Timothy Bond : Professeur Summerlee
- 1992 : L'Œil qui ment de Raoul Ruiz : Ellic
- 1992 : Spies Inc. d'Antony Thomas : Cleague
- 1993 : Necronomicon de Christophe Gans (deuxième segment) : Dr Madden
- 1993 : Taking Liberty de Stuart Gillard : Sir Leopold Linwood
- 1993 : Créature des ténèbres (The Unnamable II: The Statement of Randolph Carter) de Jean-Paul Ouellette : Chancelier Thayer
- 1993 : Quest of the Delta Knights de James Dodson
- 1993 : Piccolo grande amore de Carlo Vanzina : Prince Max
- 1994 : Felony de David A. Prior : Cooper
- 1994 : Loving Deadly de Kris Kertenian : Grant
- 1994 : Tryst de Peter Foldy (en) : Jason
- 1994 : L'Antre de la folie (In the Mouth of Madness) de John Carpenter : Dr Wrenn
- 1994 : L'Emprise de la peur (Inner Sanctum II) de Fred Olen Ray : Dr Lamont
- 1995 : Naked Souls de Lyndon Chubbuck : Everett Longstreet
- 1995 : Ice Cream Man de Paul Norman : Révérend Langley
- 1995 : Final Equinox de Serge Rodnunsky : Shilow
- 1995 : Luise knackt den Jackpot de Menahem Golan : the Butler
- 1996 : Siegfried and Roy: Masters of the Impossible d'Emory Myrick (vidéo) (voix)
- 1996 : Seven Servants de Daryush Shokof : Blade
- 1996 : The Leading Man de John Duigan : Tod
- 1997 : Winnie l'ourson 2 (Pooh's Grand Adventure: The Search for Christopher Robin) de Karl Geurs (vidéo) : le narrateur (voix)
- 1997 : Argent comptant (Money Talks) de Brett Ratner : Barclay
- 1997 : Titanic de James Cameron : Spicer Lovejoy, garde du corps et valet
- 1997 : Scream 2 de Wes Craven : Gus Gold, le professeur d'art dramatique de Sidney
- 1998 : The Last Leprechaun de David Lister : Simpson
- 1999 : Shergar de Dennis C. Lewiston : EammonGarrity
- 1999 : Wing Commander de Chris Roberts : Geoffrey Tolwyn
- 2001 : Code meurtrier (The Code Conspiracy) d'Hank Whetstone
- 2001 : La Planète des singes (Planet of the Apes) de Tim Burton : Sandar
- 2001 : Back to the Secret Garden de Michael Tuchner : Dr Snodgrass
- 2001 : Superstition de Kenneth Hope : Juge Padovani
- 2001 : The Code Conspiracy de Hank Whetstone : Professeur
- 2002 : La Petite licorne (The Little Unicorn) de Paul Matthews : Ted Regan
- 2003 : Kiss of Life d'Emily Young : Pap
- 2004 : Straight Into Darkness de Jeff Burr : Deacon
- 2004 : Cortex de Raoul Girard : Master of the organization
- 2004 : Les Dames de Cornouailles (Ladies in Lavender) de Charles Dance : Dr Francis Mead
- 2004 : Cyber Wars de Jian Hong Kuo : Joseph Lau
- 2004 : Avatar de Jian Hong Kuo
- 2005 : Straight into Darkness (en) de Jeff Burr
- 2005 : The League of Gentlemen's Apocalypse de Steve Bendelack : Dr Erasmus Pea
- 2010 : A Thousand Kisses Deep (en) : Max
- 2010 : Black Death de Christopher Smith : Abbot
- 2013 : Before I Sleep de Aaron Sharff et Billy Sharff : Eugene Devlin
- 2017 : You, Me and Him de Daisy Aitkens : Michael Miller
- 2018 : Le Retour de Mary Poppins (Mary Poppins Returns) de Rob Marshall : l'amiral Boom

### Téléfilms
- 1970 : NBC Experiment in Television : Dominic Boot
- 1975 : Three Comedies of Marriage : Bobby
- 1977 : The Blue Hotel de Ján Kadár : Swede
- 1978 : Clouds of Glory: The Rime of the Ancient Mariner de Ken Russell : William Wordsworth
- 1979 : S.O.S. Titanic de William Hale : Laurence Beesley
- 1984 : Faerie Tale Theatre : Zandor
- 1984 : Frankenstein de James Ormerod : la créature
- 1984 : A Christmas Carol (en) de Clive Donner : Bob Cratchit
- 1985 : Love's Labour's Lost d'Elijah Moshinsky : Don Armado
- 1985 : Hitler's SS: Portrait in Evil (en) de Jim Goddard : Reinhard Heydrich
- 1987 : Desperado de Virgil W. Vogel : Ballard
- 1988 : Worlds Beyond : Ken Larkin
- 1990 : Perry Mason : Le Verre empoisonné de Christian I. Nyby II : Bradley Thompson
- 1990 : The Secret Life of Ian Fleming de Ferdinand Fairfax : Amiral Godfrey
- 1990 : Le Père Dowling : Sir Arthur Wedgeworth
- 1991 : Uncle Vanya de Gregory Mosher : Vanya
- 1991 : Détective Philippe Lovecraft (Cast a Deadly Spell) de Martin Campbell : Amos Hackshaw
- 1992 : De terre et de sang de Jim Goddard : Tripoli
- 1992 : Diagnostic : Meurtre - The House on Sycamore Street de Christian I. Nyby II : Dr Lloyd Stern
- 1993 : Petits cauchemars avant la nuit (Body Bags) de John Carpenter (segment Hair) : Dr Lock
- 1993 : Brisco County : Winston Smiles
- 1995 : Signs and Wonders de Maurice Phillips : Révérend Timothy Palmore
- 1995 : Zoya : Les Chemins du destin (Zoya) de Richard A. Colla : le prince Vladimir
- 1996 : Raspoutine (Rasputin) d'Uli Edel : Dr Botkin
- 1996 : Dar l'Invincible 3 : L'Œil de Braxus (Beastmaster: The Eye of Braxus) de Gabrielle Beaumont : Lord Agon
- 1997 : Expériences interdites (Perversions of Science) : Dr Nordhoff
- 1997 : A Mind to Kill (en) : David Caulfield
- 1998 : Houdini de Pen Densham : Arthur Conan Doyle
- 1999 : Winnie l'ourson : Je t'aime toi ! (Winnie the Pooh: A Valentine for You) : narrateur (voix)
- 1999 : Total Recall 2070 : Dr Felix Latham
- 2000 : Cendrillon Rhapsodie (Cinderella) de Beeban Kidron : Martin
- 2001 : Hornblower: Mutiny d'Andrew Grieve : Capitaine James Sawyer
- 2001 : Hornblower: Retribution d'Andrew Grieve : Capitaine James Sawyer
- 2002 : The Investigation d'Anne Wheeler
- 2002 : Dr. Jekyll and Mr. Hyde de Maurice Phillips : Sir Danvers Carew
- 2004 : Le Train de 16 h 50 (4.50 from Paddington) d'Andy Wilson : Luther Crackenthorpe
- 2005 : Sensitive Skin : Robert Ringwald
- 2006 : Sweeney Todd (fi) de David Moore : Fielding
- 2006 : Mr. Loveday's Little Outing  de Sam Hobkinson : Lord Moping
- 2006 : Les Contes du Disque-monde : Lord Downey
- 2006 : Perfect Parents (en) : le père Thomas
- 2008 : In Love with Barbara (en) : Lord Mountbatten
- 2009 : Le Mémorial d'Albert (Albert's Memorial) : Franck
- 2012 : Le Secret de Crickley Hall
- 2015 : Southern Troopers : l'amiral Warner

### Séries télévisées
- 1963 : The Madhouse On Castle Street de Philip Saville (mini-série) : Lennie
- 1963 : Armchair Theatre : Steve
- 1963 : Z-Cars : Gee
- 1965 : War of the Roses de John Barton et Peter Hall : Henri VI
- 1978 : Holocauste (Holocaust) de Marvin J. Chomsky : Reinhard Heydrich
- 1981 : Masada de Boris Sagal : Falco
- 1982 : Nancy Astor de Richard Stroud : Philip Kerr
- 1982 : Marco Polo de Giuliano Montaldo : Rustichello de Pise
- 1983 : Les Enquêtes de Remington Steele : Alexander Sebastien
- 1983 : Pour l'amour du risque : M. Bowlly
- 1984 : Charlie de Martin Campbell : Charlie Alexander
- 1985-1986 : Hold the Back Page de Christopher Baker et Adrian Shergold : Ken Wordsworth
- 1987 : Guillaume Tell (Crossbow) : l'Alchimiste
- 1989 : The Wars of the Roses de Michael Bogdanov
- 1990 : Arabesque : Justin Hunnicut
- 1991 : Twin Peaks de David Lynch et Mark Frost : Thomas Eckhardt
- 1992 : Les Contes de la crypte : Dr Alan Goetz
- 1992 : Star Trek : La Nouvelle Génération : Gul Madred
- 1993 : Perry Mason - La Formule magique de Christian I. Nyby II : Harley Griswold
- 1993 : Dinosaures : (voix)
- 1993 : Wild Palms de Kathryn Bigelow, Keith Gordon, Peter Hewitt et Phil Joanou : Eli Levitt
- 1993 : Arabesque : Inspecteur McLaughlin
- 1993-1994 : The Larry Sanders Show : Richard Germain
- 1994 : Loïs et Clark : Les Nouvelles Aventures de Superman : Jor-El
- 1994 : Babylon 5 : Aldous Gajic
- 1995 : Au-delà du réel : L'aventure continue : Bill Trenton
- 1995 : The Choir de Ferdinand Fairfax : Alexander Troy
- 1997 : Roar (en) : le narrateur
- 1998 : Three d'Evan Katz : The Man
- 1999 : Au-delà du réel : L'aventure continue : Inspecteur Harold Langford
- 1999 : Les Prédateurs : Vassu
- 2000 : The Secret Adventures of Jules Verne de Gavin Scott
- 2000 : Au commencement... (In the Beginning) de Kevin Connor (mini-série) : Eliezer
- 2000 : The Secret Adventures of Jules Verne : Arago
- 2000 : Love and Money : Hugh
- 2003 : Battle Force: Andromeda (série d'animation) : Lord Xantar (voix)
- 2003 : Hearts of Gold de Richard Laxton : Dr Theo John
- 2004 : Conviction de Marc Munden et David Richards : Lenny Fairburn
- 2005 : Arena (en) (série documentaire) : narrateur / conteur
- 2006 : The Battle for Rome (mini-série) : Claudius Pulcher
- 2006 : Ancient Rome: The Rise and Fall of an Empire (en) (mini-série) : Pulcher
- 2007 : Vie sauvage : Gerald
- 2008-2015 : Les Enquêtes de l'inspecteur Wallander de Philip Martin : Povel Wallander
- 2011 : Inspecteur Barnaby : Peter Fossett
- 2012 : Mad Dogs : Mackenzie
- 2013 : Doctor Who (Saison 7) : Pr Grisenko
- 2014 : Penny Dreadful : Abraham Van Helsing (3 épisodes)
- 2015 : Inside No. 9 : Andrew Pike
- 2015 : Inspecteur Lewis : Donald Lockston
- 2016 : Ripper Street : Rabbi Max Steiner

### Séries d'animation
- 1992 : Capitaine Planète (Captain Planet and the Planeteers) de Ted Turner : Zarm
- 1992-1995 : Batman : Ra's al Ghul (5 épisodes)
- 1993 : La Légende de Prince Vaillant
- 1994 : Mighty Max : Talon (saison 2, épisodes 11)
- 1995 : Les Motards de l'espace (Biker Mice from Mars) : Ice Breaker (saison 2, épisodes 36)
- 1995 : Iron Man (Marvel Superheroes : Iron Man) : Arthur Dearborn (saison 2, épisodes 3)
- 1995 : Gargoyles, les anges de la nuit (Gargoyles) de Saburo Hashimoto, Yeun Young Sang et Kazuo Terada : Archmage (4 épisodes)
- 1995-1997 : Freakazoid! : The Lobe
- 1995-1997 : Spider-Man, l'homme-araignée : Herbert Landon / Crâne rouge (13 épisodes)
- 1996 : Captain Simian and the Space Monkeys de John Fox, Brad Rader et David Schwartz : The Glyph
- 1997-2001 : Men in Black de Nathan Chew, Michael Goguen, Frank Paur et Dennis Woodyard : Alpha (9 épisodes)
- 1998 : Toonsylvania de Jeff DeGrandis : Dr Vic Frankenstein (9 épisodes)
- 1999 : Superman, l'Ange de Metropolis : Ra's al Ghul (saison 3, épisode 11)
- 2000 : Batman, la relève (Batman Beyond) : Ra's al Ghul (saison 3, épisode 5)
- 2000 : Les Aventures de Buzz l'Éclair (Buzz Lightyear of Star Command) : Lord Angstrom (2 épisodes)
- 2001-2003 : Quoi d'neuf Scooby-Doo ? : Oldsy / un vieil homme (3 épisodes)
- 2001-2003 : Billy et Mandy, aventuriers de l'au-delà (The Grim Adventures of Billy & Mandy ou Grim & Evil) : Nergal (3 épisodes)
- 2009 : Dreamland : Lord Azlok (6 épisodes)
- 2015-2016 : Le Monde incroyable de Gumball (Saison 4) : Dr Rob Wrecker (Saison 4, 5 épisodes)
- 2021 : Teen Titans Go! : The Lobe (saison 6, épisode 33)

## Jeux vidéo
- 1996 : Privateer 2: The Darkening : Rhinehart
- 1997 : Fallout: A Post-Nuclear Role-Playing Game : Morpheus (voix)
- 1999 : Descent 3 : Dravis (voix)
- 2000 : Star Wars: Force Commander : Grand Gen. Brashin (voix)
- 2000 : Star Trek: Klingon Academy : chancelier Gorkon
- 2000 : Baldur's Gate II: Shadows of Amn : Jon Irenicus (voix)

## Distinctions

### Récompenses
- Emmy Awards 1981 : Meilleur second rôle masculin dans une mini-série ou un téléfilm pour Masada

### Nominations
- BAFA 1967 : Meilleur acteur pour Morgan: A Suitable Case for Treatment
- Laurel Awards 1967 : Révélation masculine (4e place)

- Deutscher Filmpreis 1969  : Meilleur acteur pour Michael Kohlhaas

- Emmy Awards 1978  : Meilleur second rôle masculin dans une mini-série ou un téléfilm pour Holocauste

- Saturn Awards 1980 : Meilleur acteur dans un second rôle pour C'était demain

- Annie Awards 1998  : Meilleure interprétation vocale masculine dans une série d'animation pour Toonsylvania
- Screen Actors Guild Awards 1998 : Meilleure distribution pour Titanic, partagé avec Suzy Amis, Kathy Bates, Leonardo DiCaprio, Frances Fisher, Victor Garber, Bernard Hill, Jonathan Hyde, Bill Paxton, Gloria Stuart, Kate Winslet, Billy Zane, Danny Nucci et Bernard Fox

- Annie Awards 2000  : Meilleure interprétation vocale masculine dans une série d'animation pour Batman, la relève

- CinEuphoria Awards (es) 2019 : Meilleure distribution pour Le Retour de Mary Poppins, partagé avec Emily Blunt, Lin-Manuel Miranda, Ben Whishaw, Emily Mortimer, Pixie Davies, Nathanael Saleh, Joel Dawson, Julie Walters, Meryl Streep, Colin Firth, Jeremy Swift, Dick Van Dyke, Angela Lansbury, Kobna Holdbrook-Smith, Jim Norton, Noma Dumezweni et Tarik Frimpong

## Voix francophones
En version française, David Warner est notamment doublé à quatre reprises par Michel Le Royer dans Un nommé Cable Hogue, Croix de fer, Holocauste et Les 39 Marches, ainsi qu'à trois reprises par Jacques Thébault dans C'était demain, Tron et Star Trek 5 : L'Ultime Frontière. Jean-Pierre Moulin lui succède dans Star Trek 6 : Terre inconnue et le retrouve dans Les Tortues Ninja 2 tandis qu'Henri Poirier le double dans Star Trek : La Nouvelle Génération.
David Warner est également doublé à deux reprises chacun par les comédiens suivants : Jean-Pierre Leroux dans L'Homme aux deux cerveaux et Waxwork, Pierre Hatet dans La Compagnie des loups et Loïs et Clark, Marc Cassot dans Twin Peaks et Wing Commander, Jean-Claude de Goros dans Necronomicon etL'Antre de la folie, ainsi que Bernard Tiphaine dans Les Chiens de paille, Les Contes de la crypte.
Un nombre important de comédiens le doublent à titre exceptionnel : Roger Rudel dans Tom Jones, Hubert Noël dans M15 demande protection, Jean Roche dans La Malédiction, Gérard Depardieu dans Providence, Jacques Richard dans Airport 80 Concorde, Dominique Paturel dans Marco Polo, Michel Paulin dans Détective Philippe Lovecraft, Francis Lax dans Masada, Georges Aminel dans Bandits, bandits, Jean-Claude Sachot dans Babylon 5, Michel Papineschi dans Zoya : Les Chemins du destin, Claude Giraud dans Argent comptant, Frédéric Cerdal dans Titanic, Jacques Charby dans La Planète des singes et Vincent Violette dans Black Death.